# Фёдоров, Василий Дмитриевич
Васи́лий Дми́триевич Фёдоров (23 февраля 1918 — 19 апреля 1984, Ессентуки. Москва) — русский советский писатель и поэт, технолог.

## Биография
В. Д. Фёдоров родился 23 февраля 1918 года в селе Усть-Искитимское Кузнецкого уезда Томской губернии.
«Поздней мне было странно слышать разговоры о городе. Я даже не представлял, что можно было жить где-то, кроме Марьевки. Она и поныне стоит на высоком берегу древнего русла реки Яя. Под нею — озеро, за озером — заливные луга, за лугами — быстрая пескарёвая река Яя, за рекой — лес и далёкий туман…»
В 1929 году окончил в Марьевке четырёхлетнюю школу. Потеряв год дальнейшей учёбы, работал в колхозе, пока не поступил в 1930 году в 5-й класс семилетней Жарковской ШКМ, что находилась в 12 верстах от деревни. Там в 1931 году был принят в комсомол. В 1932 году окончил шесть классов, но из-за административно-бытовых трудностей учебного процесса дальнейшая учёба в седьмом классе была приостановлена, вынужден вернуться в колхоз, где вновь продолжил свою трудовую деятельность. Стал комсомольским вожаком колхоза, затем членом правления колхозной артели. Научится пахать поля, сеять и убирать хлеб.
В 1934 году Фёдорову, с шестью классами образования, чудом удалось поступить учиться в Новосибирский техникум машиностроения. В январе 1937 года техникум был переименован в авиационный. В 1935 году на литературном конкурсе техникума Василий Фёдоров за свои стихи получил первую премию и по совету друзей отправил их в газету «Большевистская смена», под семейным прозвищем: Василий Лёхин.
Однако в обзорной статье газеты «Задачи литературной консультации» от 11 января 1936 года ему посоветовали «… для его же пользы, упорно учиться и на время оставить писание стихов…»
После окончания Новосибирского авиационного техникума, в июле 1938 года, Фёдоров был направлен по распределению на авиационный завод в городе Иркутске. В 1939—1940 годах в заводской многотиражке Фёдоров напечатал несколько стихотворений и очерков, одно стихотворение, «К матери», в областной комсомольской газете.
25 июля 1940 года многотиражная заводская газета «Сталинец» напечатала знаковое стихотворение «Надо видеть».
В апреле 1941 года вернулся в Новосибирск, где работал в годы Великой Отечественной войны на авиационном заводе № 153 имени В. П. Чкалова, в цехе № 42 в качестве технолога, мастера.
Одновременно писал стихи, был членом литературного объединения при Новосибирской писательской организации.
Затем стихотворения Фёдорова появились в журнале «Сибирские огни». Девять стихотворений вошли в коллективный сборник молодых поэтов «Родина», изданный в Новосибирске в 1944 году. В 1944 году поступил на заочное отделение Литературного института, а в 1947 году перевёлся на второй курс очного отделения, окончил институт в 1950 году. С этого времени жил в Москве. Член редколлегии журнала «Молодая гвардия» с 1959 года. Член ВКП(б) с 1945 года.
В 1947 году увидела свет первая книга Фёдорова «Лирическая трилогия».
На Первом совещании молодых писателей в 1947 году Василий Фёдоров был хорошо принят семинаром Н. Н. Асеева.
Знакомство с А. Т. Твардовским и положительная оценка последним его поэмы «Марьевская летопись» помогли Фёдорову перевестись с заочного на очное отделение.
В 1949 году женится на сокурснице по институту Ларисе Быковой.
В 1957 году Фёдоров написал стихотворение «Рабская кровь», — одно из любимых, — которое стало запрещённым для публикации. Впервые оно появилось в газете «Литература и жизнь» 20 сентября 1959 года, а в книге поэта «Седьмое небо» — в 1962 году.
Василию Фёдорову ошибочно приписывают авторство баллады о звенящем солнце «Зови, гитара…» (1973 года), посвящённую памяти чилийского поэта-революционера Виктора Хары. Автор баллады — однофамилец — писатель Владимир Фёдоров.
В 1960-е — 1980-е годы Василий Фёдоров участвовал в руководстве журнала «Молодая гвардия», был членом редсовета издательств «Художественная литература», «Современник», «Советская Россия».
Василий Фёдоров умер от сердечного приступа 19 апреля 1984 года в санатории города Ессентуки, на третий день после приезда на лечение. 24 апреля 1984 года в Москве прошли похороны.
Творческий путь поэта и прозаика Василия Фёдорова составил 50 лет (начиная с 1935 года).

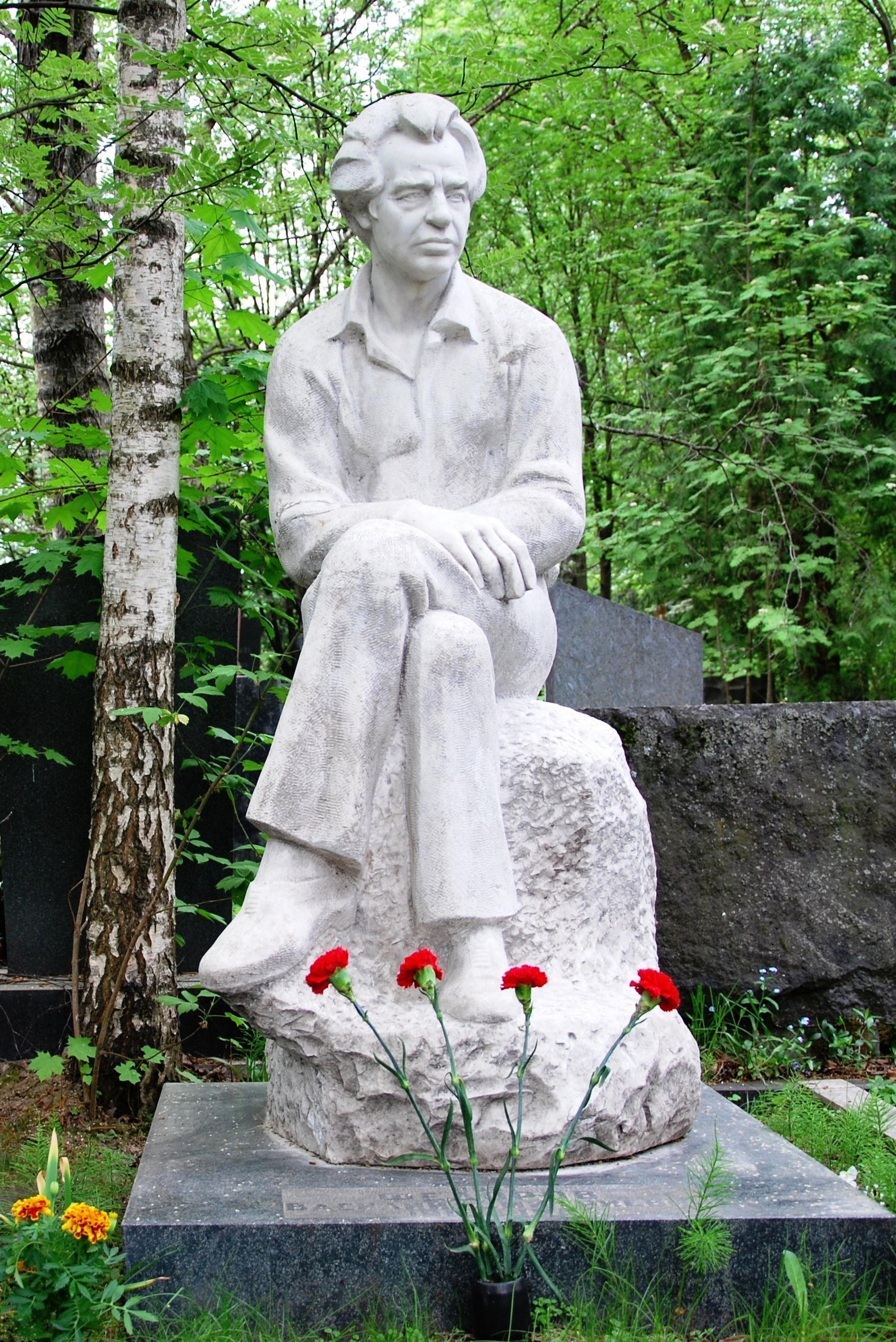
Памятник-скульптура поэта Фёдорова В. Д. на Кунцевском кладбище г. Москвы

Похоронен в Москве на Кунцевском кладбище. В 1991 году был установлен надгробный беломраморный памятник-скульптура работы А. А. Бичукова.
Жена — прозаик и поэт Лариса Фёдоровна Фёдорова (урождённая Быкова, по первому мужу Левчик, 1915—1994), написавшая девять книг: «Ветер в лицо», «Анатольевна и сын», «Катя Уржумова», «Из чужого гнезда», «На том стою», «Виноватых прощаю», «Золотая нитка», «Не лги себе» и другие, а также два сборника стихов: «Ветка шиповника», «Танец стрижей».

## Награды и премии
- Государственная премия СССР (1979) — за лирические стихи и поэмы последних лет. Такая унизительная формулировка, данная цекистами, больно отдалась в сердце поэта. Точнее: за книгу стихов «Как цветы на заре» (1974) и ироническую поэму в семи песнях «Женитьба Дон-Жуана» (1977). Лауреатская книга вышла в издательстве «Советский писатель» в 1982 году именно с этими названиями…
- Государственная премия РСФСР имени М. Горького (1968) — за книгу стихов «Третьи петухи» (1966) и романтическую поэму «Седьмое небо» (1967)
- орден Октябрьской революции (1976)
- два ордена Трудового Красного Знамени (28.10.1967; 1971)
- медали

## Творчество
Что такое ПОЭЗИЯ? Во все времена — это поиск связей между небом и землёй, между людьми и вещами, между минувшим и будущим…
По существу, что такое СТИХИ? Это один из способов передачи духовной энергии от одного человека к другому. Сначала она познаётся поэтом, а через него и другими.
Исходный материал — СЛОВО…

Василий Фёдоров

Оценки поэзии Фёдорова сильно разнятся. Так немецкий литературовед Вольфганг Казак утверждал:
В стихах, обладающих равномерно-поступательной ритмикой, непостоянством размера и незамысловатостью рифмы, Фёдоров подробно высказывает широко распространённые мысли, почти не оставляя недоговорённости.
Совсем в другой тональности писал о творчестве Василия Фёдорова поэт-фронтовик Дмитрий Ковалёв.
Он нетерпим к тем, кто приспосабливается к миру капиталистической продажности, миру гангстерской демократии. Этот мир резким диссонансом врывается в его привычный деревенский быт. Цинизм чистогана особенно неприемлем в наиболее сокровенном, в понятии красоты.
По мнению прозаика И. Шевцова, в историю русской литературы XX века Фёдоров вошёл как звезда первой величины. Фёдоров — необыкновенный лирик, певец любви, вознёсший культ женщины до вселенских высот:
«О, женщина,

Краса земная,

родня по линии прямой той,

изгнанной из рая,

ты носишь рай в себе самой».

Перу поэта принадлежит ряд поэм, в числе которых «Бетховен», «Проданная Венера», «Седьмое небо», «Аввакум». Многие стихи Фёдорова отличаются афористичностью.
«И я когда-то думал, что седые

не любят, не тоскуют, не грустят.

Я думал, что седые, как святые,

на женщин и на девушек глядят…»
Широкую известность приобрело его стихотворение:
«По главной сути

Жизнь проста:

Её уста…

Его уста…»
Не теряют актуальности строки о назначении поэзии:
«Всё испытав, мы знаем с вами,

что в дни психических атак,

сердца, не занятые нами,

не мешкая, займёт наш враг.

Займёт, сводя всё те же счёты,

займёт, засядет, нас разя…

Сердца, ведь это же — высоты,

которых отдавать нельзя.»

## Память о поэте
На малой родине поэта, в деревне Марьевка Яйского района Кемеровской области открыт литературно мемориальный музей Василия Дмитриевича Фёдорова. Основной фонд музея состоит из личных вещей и книг. С 1985 года ежегодно проводятся литературные праздники, посвящённые поэту — «Фёдоровские чтения». Решением губернатора Кемеровской области утверждены литературные премии имени В. Д. Фёдорова. Их лауреатами стали известные сибирские поэты — В. М. Баянов, В. В. Махалов, Б. В. Бурмистров, Л. М. Гержидович, Сергей Донбай. В его честь, названа библиотека в Кемерово — Кемеровская областная научная библиотека имени В. Д. Фёдорова.

## Сочинения

### Поэзия
- Лирическая трилогия: Поэмы. Новосибирск: Новосибирское книжное изд. 1947
- Зрелость: Повесть. М.: Молодая гвардия, 1953.
- Лесные родники: Стихи и поэмы. М.: Молодая гвардия, 1955.
- Марьевские звёзды: Стихи и поэмы. Новосибирск, 1955; 112 с.; 3 000 экз.
- Добровольцы: Повесть. М.: Молодая гвардия, 1955.
- Белая роща, М., Молодая гвардия, 1958; 2-е изд. 1961.
- Дикий мёд: Стихи и поэмы. — М.: Советский писатель, 1958.
- Золотая жила: Стихи. М.: Правда, 1959. (Библиотека журнала «Огонёк»)
- Не левее сердца. Стихи и поэмы. М.: Советская Россия, 1960. — 193 с., 8 000 экз.
- Лирика. М.: Гослитиздат, 1961.
- Белая роща: Поэмы. М.: Молодая гвардия, 1961.
- Седьмое небо: Стихи и поэмы. М.: Советский писатель, 1962. — 283 с.; 15 000 экз.
- Книга Любви. М.: Московский рабочий, 1964. 216 с., 30 000 экз
- Стихотворения. Поэмы. — Новосибирск, 1964
- Второй огонь. М.: Художественная литература, 1965. 574 с., 25 000 экз.
- Третьи петухи. М.: Молодая гвардия, 1966. 144 с., 100 000 экз.
- Стихотворения. М.: Художественная литература, 1967;
- Седьмое небо, М.: Советский писатель, 1967
- Книга Любви. Второе, дополненное издание. М.: Московский рабочий. 1968. 239 с., 35 000 экз.
- Третьи петухи. Седьмое небо. [Стихи и поэма]. М.: Советская Россия, 1970
- Крылья на полдень, М.: Воениздат, 1971
- Седьмое небо. Романтическая поэма. Новосибирск, 1971. 190 с., 50 000 экз.
- Избранные стихотворения. Кемерово, 1972
- Седьмое небо. М.: Современник, 1972
- Книга Любви. Третье, дополненное издание. М.: Молодая гвардия, 1973. 255 с., 100 000 экз.
- Книга Любви и Веры. М.: Современник, 1974. 431 с., 50 000 экз.
- Как цветы на заре. — М.: Советский писатель, 1974
- Женитьба Дон-Жуана. Ироническая поэма в семи песнях. М.: Современник, 1977. 223 с. (журнальная публикация: «Москва», 1978, № 1-3)
- По главной сути. М.: Современник, 1978. 575 с., 100 000 экз.
- Избранное. М.: Советская Россия, 1978. 495 с., 100 000 экз.
- Стихи. М.: Художественная литература, 1978
- Стихотворения. Поэмы. Мурманск, 1978
- Золотая жила. Поэма. М.: Современник, 1979. 86 с., 10 000 экз.
- Седьмое небо. — Омск, 1981
- Женитьба Дон-Жуана. Ироническая поэма в семи песнях. М.: Советская Россия, 1982. 239 с., 75 000 экз.
- Как цветы на заре. Стихотворения и поэма «Женитьба Дон-Жуана». М.: Советский писатель, 1982. 415 с., 50 000 экз.
- Поэмы. М.: Художественная литература, 1983. 446 с., 75 000 экз.
- Душа ещё полна заботы. Кемерово, 1986
- Стихотворения. М.: Детская литература, 1987
- На Родине моей повыпали снега. Стихотворения и поэмы. Новосибирск. 1988. 263 с., 25 000 экз.
- И верою, и правдою. Кемерово, 1988
- Человек. Стихотворения и поэмы. М.: Молодая гвардия, 1989. 191 с., 100 000 экз.
- Сны поэта. Кемерово, 1989
- Судьба мне подарила Русь. Кемерово. Сибирский писатель, 1998. 591 с.

### Проза
- Зрелость: Повесть. — М.: Молодая гвардия, 1953. — 136 с.: ил., 15 000 экз.
- Добровольцы: Повесть. — М.: Молодая гвардия, 1955. — 263 с.: ил., 90 000 экз.
- Наше время такое… О поэзии и поэтах, М., Современник, 1973
- Сны поэта // «Москва», 1979, № 8-10, 1982, № 7 (отд. изд.: М.: Советский писатель, 1988)
- Светлый залив: Повесть // «Молодая гвардия». — 1986. — № 6

### Издания
- Стихотворения и поэмы. Т. 1—2. М., Художественная литература, 1970., 75 000 экз.
- Собрание сочинений в трёх томах. М., Молодая гвардия, 1975—1976. — 100 000 экз.
- Собрание сочинений в пяти томах. М.,Современник, 1987—1989. — 50 000 экз.
- Собрание сочинений в одном томе: стихотворения, поэмы, проза. М., Современный писатель, 1998. — с.495, 4 200 экз.
- Судьба мне подарила Русь: Стихотворения. Поэмы. Терцины. Новеллы. Статьи. Кемерово: Сибирский писатель, 1998. — с.591
- По главной сути жизнь проста… — Сборник стихотворений, прозы, статей, очерков, писем и воспоминаний Василия Фёдорова. М., 2009.
- Фёдоровское троекнижие 21 века: «Книга Любви», «Книга Веры», Неоконченная «Книга Души». Кем. ГУКИ. — 2012.